# Wynter Gordon
Wynter Gordon, née Diana Gordon le 25 août 1985, est une chanteuse et compositrice américaine.

## Biographie
Elle est née et a grandi dans le quartier de Queens à New York et a fait des études à la LaGuardia High School of Performing Arts. Un an après, Wynter Gordon écrit la chanson The Breakthrough pour Mary J. Blige qui l'a tellement aimé qu'elle lui propose d'autres collaborations pour son album qui portera le même nom que la chanson.
Peu après, elle signe avec Atlantic Records. Elle coécrit le morceau Sugar qu'elle interprète avec Flo Rida et qui figurera sur l'album de celui-ci, Roots. Elle a également coécrit Toyfriend avec David Guetta, morceau figurant sur l'album One Love. En 2010, elle écrit notamment pour Rihanna, Estelle ou Leighton Meester et sort un nouveau single Dirty Talk produit par Jupiter Ace. 2010 est également l'année de sa collaboration avec Rohff sur le titre Next Level de l'album La Cuenta.
Elle s'est produite au Sydney Gay et Lesbian Mardi Gras en mars 2011, dont elle a écrit la chanson-thème Putting it Out There (Pride). En 2011 sort son nouveau single intitulé Til Death.
En 2012, elle est l'une des têtes d'affiche du festival lesbien californien, le Dinah Shore.

## Discographie

### Albums studio
| Titre                | Détails                                                                            | Meilleure position | Meilleure position |
| Titre                | Détails                                                                            | E-U Dance          | AUS                |
| -------------------- | ---------------------------------------------------------------------------------- | ------------------ | ------------------ |
| With the Music I Die | - Sortie : 17 juin 2011 - Label : Big Beat - Format : CD, téléchargement numérique | 4                  | 25                 |

### Extended plays
| Titre                  | Détails                                                                                    |
| ---------------------- | ------------------------------------------------------------------------------------------ |
| The First Dance        | - Sortie : 9 novembre 2010 - Label : Big Beat - Format : Téléchargement numérique          |
| With the Music I Die   | - Sortie : 28 juin 2011 - Label : Big Beat - Format : Téléchargement numérique             |
| Human Condition: Doleo | - Sortie : 9 juillet 2012 - Label : The Flying Unicorn - Format : Téléchargement numérique |
| Five Needle            | - Sortie : 2 juin 2015 - Label : Harvest Records - Format : Téléchargement numérique       |

### Singles
| Dirty Talk                                                         | 2010 | 1  | 1  | 3 | 13 | 33 | 50 | 8 | 25 | - Australie : 3× Platine | With the Music I Die   |
| Til Death                                                          | 2011 | 3  | 16 | — | —  | —  | —  | — | —  | - Australie : Or         | With the Music I Die   |
| Buy My Love                                                        | 2011 | 2  | 77 | — | —  | —  | —  | — | —  |                          | With the Music I Die   |
| Still Getting Younger                                              | 2012 | 24 | —  | — | —  | —  | —  | — | —  |                          | With the Music I Die   |
| Stimela                                                            | 2012 | —  | —  | — | —  | —  | —  | — | —  |                          | Human Condition: Doleo |
| Everything Burns (sous le nom The Righteous Young)                 | 2014 | —  | —  | — | —  | —  | —  | — | —  |                          | N/A                    |
| Bleeding Out                                                       | 2015 | —  | —  | — | —  | —  | —  | — | —  |                          | Five Needles           |
| "—" signifie que le single n'est pas classé ou sorti dans le pays. |      |    |    |   |    |    |    |   |    |                          |                        |

### Singles promotionnels
| Single                       | Année | Album                           |
| ---------------------------- | ----- | ------------------------------- |
| Putting It Out There (Pride) | 2011  | Single non inclus dans un album |

### En tant qu'artiste invité
| Sugar (Flo Rida featuring Wynter Gordon)                    | 2009 | 5 | 20 | 9 | 14 | 19  | - Canada : Or - États-Unis : Platine | R.O.O.T.S.                       |
| I Feel Love (Rhythm Masters & MYNC featuring Wynter Gordon) | 2010 | — | —  | — | —  | —   |                                      | Singles non inclus dans un album |
| Believer (Freemasons featuring Wynter Gordon)               | 2010 | — | —  | — | —  | 113 |                                      | Singles non inclus dans un album |
| Take Off (Mr. Vegas featuring Wynter Gordon)                | 2011 | — | —  | — | —  | —   |                                      | Singles non inclus dans un album |
| Take Me Away (Marvin Priest featuring Wynter Gordon)        | 2011 | — | 32 | — | —  | —   | - Australie : Or                     | Singles non inclus dans un album |
| Ladi Dadi (Steve Aoki featuring Wynter Gordon)              | 2012 | — | —  | — | —  | —   |                                      | Wonderland                       |
| Mr. Mister (Sato Goldschlag featuring Wynter Gordon)        | 2012 | — | —  | — | —  | —   |                                      | Single non inclus dans un album  |
| "—" signifieu que le single n'est pas class                 |      |   |    |   |    |     |                                      |                                  |

### Autres apparitions
| Année | Chanson                   | Artiste(s)          | Album                                 |
| ----- | ------------------------- | ------------------- | ------------------------------------- |
| 2008  | Mirrors (Be Myself Again) | Wynter Gordon       | God Conscious                         |
| 2008  | Unify                     | Wynter Gordon       | Meet the Browns Soundtrack            |
| 2009  | Toyfriend                 | David Guetta        | One Love                              |
| 2010  | The Graduation Song       | Kinetics & One Love |                                       |
| 2010  | Sign Language             | Kinetics & One Love |                                       |
| 2010  | Airborne                  | Diggy Simmons       | Airborne                              |
| 2010  | Next Level                | Rohff               | La Cuenta                             |
| 2012  | For the Fame              | Tyga                | Careless World: Rise of the Last King |

## Récompenses et nominations
| Année | Cérémonie                        | Catégorie                                                                                       | Résultat   |
| ----- | -------------------------------- | ----------------------------------------------------------------------------------------------- | ---------- |
| 2011  | International Dance Music Awards | Best Break-Through Artist (Solo) (« Meilleur artiste solo qui perce [dans le milieu musical] ») | Nomination |
| 2011  | International Dance Music Awards | Meilleure chanson Pop Dance — Dirty Talk                                                        | Nomination |
| 2011  | NewNowNext Awards                | Brink of Fame: Music Artist (« À l'aube de la gloire : artiste musical »)                       | Nomination |
| 2012  | NAACP Image Awards               | Outstanding New Artist (« Meilleur nouvel artiste »)                                            | Nomination |